# نسبیت (میسیسیپی)
نسبیت (به انگلیسی: Nesbit) یک منطقهٔ مسکونی در ایالات متحده آمریکا است که در شهرستان دسوتو، میسیسیپی واقع شده‌است. نسبیت ۸۵٫۰۴ متر بالاتر از سطح دریا واقع شده‌است.